# Ibadíes

Estados con más de un 10 % de población musulmana:
Verde: suníes, Rojo: chiíes, Azul: ibadíes (Omán).

El movimiento ibadí o ibadiyya (en árabe: الاباضية al-Ibāḍiyyah) es una rama de la primera disociación del islam (distinta de la chií y la suní), la jariyí ("los salientes"), que cuenta con Estado propio (Omán).
Al principio los ibadíes guerrearon desde Basora, en el actual Irak, contra los califas omeyas y fundaron varias repúblicas teocráticas bajo la dirección de imanes propios. A mediados del siglo XIII ejercieron la soberanía en distintas zonas de Libia, Túnez y Argelia. A continuación emigraron al Sahara argelino. Los imanes ibadíes gobernaron desde el año 751 hasta finales del siglo XVIII en Mascate y Omán, así como desde entonces en Baréin y en la isla de Zanzíbar, en la actual Tanzania.
Sólo es la manera dominante del islam en un país musulmán, Omán, donde se acercan al 75 % de la población. Además de Omán, en la actualidad se pueden encontrar comunidades ibadíes en el Magreb y en África Oriental:
- Mzab, Argelia (en la Baja Edad Media la dinastía Rustámida era ibadí, y tras ser derrocados por los fatimíes chiíes, huyeron desde su capital, Tahert, a refugiarse en su actual asentamiento del valle y oasis del M'zab).
- Yerba, Túnez.
- Montañas Nafusa, Libia.
- Zanzíbar, Tanzania.

Se dice que el movimiento se fundó alrededor del año 650, veinte años después de la muerte del profeta Mahoma, antecediendo a las denominaciones Suníes y Chiíes. Los historiadores modernos trazan los orígenes de la denominación a una corrente moderada del movimiento Jariyista, si bien los ibadíes contemporáneos se oponen fuertemente a que se les clasifique como Jariyíes, aún reconociendo que su movimiento se originó con la secesión Jariyita del año 657.

## Historia
La escuela deriva su nombre de Abdallah ibn Ibad de la tribu Banu Tamim. De ibn Ibad (o ibn Abad), de quien se sabe muy poco, se dice que rompió con los Azariqa or Azraquitas (seguidores de Nafi ibn al-Azraq), una de las primeras y más violentas facciones de los jariyí, aproximadamente alrededor del momento en que Abd al-Malik ibn Marwan, el quinto Califa Omeya tomó el poder. No obstante, el fundador real fue Jabir ibn Zayd originario de Nizwa, Omán. Wilkinson ha sugerido, de hecho, que Ibad nunca fue el líder de movimiento alguno y que sólo empezó a mencionarse mucho después, probablemente porque su nombre, que alude al color "blanco," contrastaba con el de los Azraquitas (azraq significa 'azul'). Jabir ibn Zayd era una eminente autoridad y un cercano socio del primo del Profeta, Abdallah ibn Abbás, quien fuera una de las primeras autoridades sobre Hadiz y la interpretación del Corán. Jabir pertenecía a la tribu Azdí, que tenía muchos representantes notables entre los Jariyíes moderados de Basora.
Inicialmente, la teología Ibadí se desarrolló en Basora, Irak. Los Ibadíes se opusieron al gobierno del tercer califa del Islam, Uthmán ibn Affán, pero a diferencia de los Jariyitas que eran más extremos, los Ibadíes rechazaron el asesinato de Uthmán así como la creencia jariyita de que todos los musulmanes que tuvieran puntos de vista diferentes eran impíos. Los Ibadíes se contaban entre los grupos más moderados que se opusieron al cuarto califa, Alí, y querían regresar el islam a su forma previa al conflicto entre Alí y Muawiya I. Se autodenominaron Muhakkima (en árabe: محكمة) y al-Haruriyya (en árabe: الحرورية), términos referidos a los musulmanes que se rehusaron a arbitrar en el conflicto entre Ali y Muaviya en la Batalla de Siffín en el año 657. El nombre muhakkima deriva de su eslogan la hukma illa li-llah, que significa "el juicio sólo le pertenece a Dios." El nombre al-Haruriyya se refiere a su escape del ejército de Alí hacia el pueblo de Harura' cerca de Kufa. Este episodio marcó el comienzo del movimiento Jariyita y el término muhakkima se aplica también con frecuencia y por extensión a los Jariyitas posteriores.
Debido a su oposición al Califato Omeya, los Ibadíes intentaron una insurrección armada empezando en la región de Hiyaz en la década del año 740. El Califa Marwán II comandó un ejército de 4000 hombres y empujó a los Ibadíes primero a La Meca y luego a Saná en Yemen, y finalmente los rodeó en Shibam en el occidente de Hadramaut. Los problemas que ocurrieron en su centro en Siria forzaron a los Omeyas a firmar un acuerdo de paz con los Ibadíes y se le permitió a la secta mantener una comunidad en Shibam los siguientes cuatro siglos mientras aún pagaban impuestos a las autoridades Ibadíes en Omán. Por un periodo tras la muerte de Marwan II, Jabir ibn Zayd mantuvo una amistad con el general Omeya Al-Hayyach ibn Yúsuf, quien había apoyado a los ibadíes como una forma de contrabalancear a los Jariyitas más extremistas. Sin embargo, Ibn Zayd ordenó el asesinato de uno de los espías de Al-Hayyach y en retaliación muchos Ibadíes fueron encarcelados o exiliados a Omán.
Entre los encarcelados en Irak se encontraba un prominente escolar y estudiante de Jabir ibn Zayd, llamado Abu ‘Ubayda. Liberado de la prisión tras la muerte de Al-Hayyach en el año 96 (714 d. C.), la tradición ibadí le reconoce como el segundo imán ibadí.  Abu ‘Ubayda se inclinaba inicialmente por hacer las paces con los Omeya, pero temeroso de que esto llevara a un cisma entre los jariyíes moderados se decidió por una estrategia diferente. Creó equipos misioneros llamados hamalat al-‘ilm, “portadores de conocimiento,” para propagar las enseñanzas ibadíes y promover insurrecciones en contra de los Omeya en provincias que eran menos susceptibles al control inmediato de los Omeya, como Jorasán (en el norte de Persia), Omán, Yemen, la región de Hadramaut (en el sudeste de la actual república de Yemen) y el Magreb. Los jariyíes moderados de Basora adoptaron una estrategia que luego se llamó kitman, vivir en un estado de “encubrimiento”— es decir, no apoyaban abiertamente la rebelión política, aunque estaban estrechamente conectados con las rebeliones que ocurrían en las provincias. 
El hombre que es reconocido como el tercer imán ibadí, y autor de la compilación fundamental de Hadiz Ibadí, al-Rabi‘ ibn Habib, emigró a Omán. Debido a la persecución, los Ibadíes fueron crecientemente empujados a los márgenes del imperio islámico. El primer estado ibadí se estableció en el año 128 (745 d. C.) en el Hadramaut bajo el liderazgo de Abdullah ibn Yahya, conocido por el apelativo de Talib al-Haqq (buscador de la verdad). Talib al-Haqq logró conquistar Saná, al norte de Yemen, a finales de 129 (746 d. C.), y partiendo de allí capturó las ciudades santas de La Meca y Medina. Este imanato terminó con la muerte en batalla de Talib al-Haqq al final de la era Omeya en el año 139 (748 d. C). Uno de sus seguidores, un omaní de nombre al-Julanda ibn Mas‘ud, huyó a Omán, donde fue elegido imán de un nuevo estado ibadí, que apenas sobreviviría dos años (132–134/750–752 d. C.), tras una expedición militar abasí en la que murió el imán. El siguiente imanato en Omán se fundó en el año 177 (793 d. C.) y duró un siglo.

Mapa de los asentamientos de la comunidad ibadí en la región del Magreb.

En el año 140 (757 d. C.), los ibadíes en el norte de África eligieron como imán a Abu ’l-Jattab al-Ma‘arifi, uno de los hamalat al-‘ilm enviados por Abu ‘Ubayda al Magreb. Abu ’l-Jattab capturó Trípoli, en el noroeste de la actual Libia, y en el año 141 (758 d. C.) hizo lo propio con Qayrawan (Cairuán), en la actual Túnez, la ciudad más prominente del Ifriqiya (África) islámica. Le confió su gobierno a Abd al-Rahman ibn Rustam. Si bien los abasíes recapturaron Cairuán en el año 144 (761 d. C.), Ibn Rustom pudo fundar un estado ibadí en Tiaret, en la actual Argelia. El Imanato Rostomita, como se le conoce, sobrevivió— no sin cismas y crisis políticas—hasta que fue derrocado por los Fatimíes chiíes en el año 296 (909 d. C.). Aunque persistieron comunidades ibadíes en pequeñas regiones en las montañas de Yebel Nafusa en el noroeste de Libia, en la isla de Yerba en la costa sudeste de Túnez, y en el valle de M'zab en Argelia, el imanato ibadí dejó de existir.
En Omán, sin embargo, las aspiraciones de establecer un imanato justo se convirtieron en un tema recurrente en su tumultuosa historia política, llena de aspiraciones religiosas y tribales en conflicto. Fue durante el Siglo VIII que los Ibadíes establecieron un primer imanato en la región interior de Omán. El cargo era de elección, a diferencia de las dinastías Suníes y Chiíes donde la posición era heredada. Estos imanes ejercían funciones políticas, espirituales y militares.
Para el año 900, el Ibadismo se había extendido a Sind, Jorasán, Hadhamaut, Dhofar, Omán propiamente, Mascate, las Montañas Nafusa y Qeshm; para el año 1200, la secta estaba presente en Al-Ándalus, Sicilia, M'zab (Sáhara Argelino), así como el área occidental de la región de Sahel. Los últimos Ibadía de Shibam fueron expulsados por la dinastía Suláyhida en el siglo XII. En el Siglo XIV, el historiador Ibn Jaldún hizo referencia a los vestigios de la influencia Ibadí en Hadramaut, aunque la secta no existía ya en la región.

## Relaciones con otras comunidades religiosas
A pesar de preceder a las escuelas Suníes y Chiíes por varias décadas, los Ibadíes y sus creencias siguen siendo en gran medida un misterio para los extranjeros, tanto no musulmanes como incluso otros musulmanes. Los ibadíes han afirmado, con justificación, que mientras ellos leen las obras de Suníes y Chiitas, incluso los académicos más cultos de las dos sectas nunca leen obras Ibadíes y a menudo repiten mitos e información falsa al abordar el tema del Ibadismo sin llevar a cabo investigación apropiada. La naturaleza aislada de Omán le brindó a la denominación Ibadí, reservada de por sí, el ambiente perfecto para desarrollarse en aislamiento del islam mayoritario. Los ibadíes estaban aislados incluso de la secta Jariyita gracias a las críticas de Ibn Ibad sobre sus excesos y al rechazo de sus creencias más extremas. La expansión del Ibadismo en Omán representa en esencia el triunfo de la teología sobre el feudalismo y conflicto tribales.
Los Ibadíes han sido descritos como Puritanos tolerantes o como quietistas políticos debido a su preferencia por resolver las diferencias a través de la dignidad y la razón en vez de la confrontación, así como por su tolerancia hacia los cristianos, hindúes, sijes y judíos practicantes que comparten sus comunidades. Mascate, Omán, en el presente tiene iglesias, templos y gurdwaras.
El desplazamiento del Ibadismo desde Hiyaz hacia Irak y de allí en adelante hizo que el historiador Ibadí al-Salimi escribiera una vez que el Ibadismo era un ave cuyo huevo había sido puesto en Medina, empollado en Basora y volado a Omán. Junto las escuelas Hanafí, Zaydí y el Ismailismo, el Ibadismo es una de las escuelas vigentes más antiguas del pensamiento islámico, remontándose al siglo octavo.

## Ideas
Los ibadíes afirman que su escuela antecede a las escuelas islámicas mayoritarias y el Ibadismo se considera así una interpretación temprana y altamente ortodoxa del islam.

### Diferencias doctrinales con otras denominaciones
Los Ibadíes tienen varias diferencias doctrinales con otras denominaciones del islam, en particular:
- Dios no se mostrará a los musulmanes el Día del Juicio Final, una creencia compartida por los Chiíes. Los Suníes creen que los musulmanes verán a Dios el Día del Juicio.
- El Corán fue creado por Dios en cierto punto en el tiempo. Esta creencia es compartida con los Mustazilíes y los Chiíes, en tanto que los Suníes creen que el Corán es co-eterno con Dios, como se ilustra en el sufrimiento de Ahmad ibn Hanbal durante la mihnah (periodo de persecución religiosa instituido por al-Mamún en el año 833, en que los académicos religiosos que no estuvieran de acuerdo con la doctrina Mustazilí eran castigados, apresados e incluso asesinados).
- Al igual que los Mutazila y los Chiíes, pero a diferencia de los Salafíes, interpretan las referencias antropomórficas a Dios en el Corán simbólica y no literalmente.
- Sus ideas sobre la predestinación son similares a las de los suníes Ashari (es decir, ocasionalismo).
- Es innecesario tener un líder para el mundo musulmán entero, y si no hay un líder apropiado para el trabajo las comunidades musulmanes pueden gobernarse a sí mismas. Ésta es una diferencia con la creencia Suní en el Califato y la creencia Chií en el Imanato.
- No es necesario que el gobernante de los musulmanes haya descendido de la tribu Quraysh, que fue la tribu del profeta Mahoma. En esto discrepan de los Chiíes.
- Creen que es aceptable ocultar las creencias personales bajo ciertas circunstancias (kitman), análogo a la taqiyya Chií.

### Perspectivas sobre la historia islámica y el califato
Los ibadíes concuerdan con los Suníes en considerar a Abu Bakr y a Úmar ibn al-Jattab como califas bien guiados. Consideran que la primera mitad del gobierno de Uthmán ibn Affan fue justa y que la segunda fue corrupta y estuvo afectada por nepotismo y herejía. Aprueban la primera parte del califato de Alí y (como los Chiíes) desaprueban la rebelión de Aisha y la revuelta de Muawiya I. Sin embargo, consideran que la aceptación de Alí de la arbitración en la Batalla de Siffín le hizo inapropiado para el liderazgo y le condenan por asesinar a los Jariyitas de an-Nahr en la Batalla de Nahrawan. Los teólogos ibadíes modernos defienden la temprana oposición de los Jariyitas a Úthman, Alí y Muawiya.
El explorador marroquí Ibn Battuta observó a los Ibadíes rezando la Yumu’ah en Omán y dijo que rezaban de la misma forma que rezaban el Dhuhr. Anotó que invocaban la misericordia de Dios sobre Abu Bakr y Úmar pero no sobre Uthmán y Alí.
Desde su perspectiva, el siguiente califa legítimo era Abdullah ibn Wahb al-Rasibi, el líder de los Jariyitas quien se opuso a Alí por aceptar la arbitración con Muawiya. Todos los califas a partir de Muaviya son considerados tiranos, con la excepción de Úmar ibn Abdul Aziz, respecto a quien las opiniones difieren. Numerosos líderes Ibadíes son reconocidos como imanes verdaderos, incluyendo a Abdullah ibn Yahya al-Kindi de Arabia del Sur y a los imanes de la dinastía Rostomita en África del Norte. Tradicionalmente, el Ibadismo omaní conservador rechazó la monarquía y el gobierno hereditario, y los líderes ibadíes es escogían por elección.
A pesar de amargas disputas religiosas por doquier, los Ibadíes son realistas y creen que la razón y la conveniencia política deben temperar el estado islámico ideal.

### Perspectivas sobre el Hadiz
Los Ibadíes aceptan como auténticos muchos menos hadices que los Suníes. Muchos de los fundadores ibadíes eran célebres por su investigación sobre los hadices y Jabir ibn Zayd es aceptado como narrador confiable incluso por académicos Suníes así como Ibadíes. Tras la muerte de Ibn Ibad, Ibn Zayd condujo a los Ibadíes y se retiró a Omán, donde su hadiz, así como los de otros de los primeros ibadíes formaron el corpus de su interpretación islámica de la ley.

### Perspectivas sobre la Teología
El desarrollo de la teología ibadí ocurrió gracias a los trabajos de escolares e imanes de la comunidad, cuyas historias, vidas y personalidades son parte de la historia islámica. La teología ibadí puede entenderse con base en los trabajos de Ibn Ibad, Jabir bin Zayid, Abu 'Ubaida, Rabi’b bin Habib y Abu Sufyan entre otros. Basora es el fundamento de la comunidad Ibadí. Varias comunidades ibadíes se establecieron en el sur de Arabia, con bases en Omán, África del Norte y África Oriental principalmente.

### Perspectivas sobre la Jurisprudencia
El fiqh o jurisprudencia de los ibadíes es relativamente simple. Se da autoridad absoluta al Corán y el hadiz; las nuevas innovaciones aceptadas con base en las qiyas, o razonamiento analógico, son rechazadas como bida (herejía) por los ibadíes. En esto difieren de la mayoría de Suníes (con la excepción de la escuela minoritaria Zahiri y las antiguas escuelas Hanbali del Sunismo) pero concuerdan con los Chiíes.

## Datos demográficos
Los ibadíes constituyen una mayoría (alrededor del 75%) de la población de Omán. Hay alrededor de 2.72 millones de ibadíes en el mundo, de los cuales 250.000 viven fuera de Omán. En consecuencia, Omán es el único país del mundo con mayoría poblacional ibadí.
Históricamente, la dinastía Rostomita de comienzos del Medioevo era ibadí, y los refugiados de su capital, Tiaret, fundaron las comunidades ibadíes en el norte de África, que aún existen en M’zab. Los mozabitas, un grupo étnico bereber en M'zab, son ibadíes. El ibadismo existe también en otras partes de África, en particular en Zanzíbar en Tanzania, en las Montañas Nafusa en Libia, en la isla de Yerba en Túnez, y entre el clan Dishiishe de somalíes.
Las dos variantes notables del Ibadismo son Nukkar y Azzabas.